# 篠原艾蛛
篠原艾蛛（学名：Cyclosa shinoharai），又名篠原氏塵蛛，为园蛛科艾蛛属的动物。分布于台湾岛等地。该物种的模式产地在台湾。